# مناورات لؤلؤة الغرب
مناورات لؤلؤة الغرب أو (بالإنجليزية: West Pearl Maneuvers)‏ هي مناورات عسكرية مشتركة تقام في الكويت كل أربع سنوات بين كل من فرنسا والكويت منذ انطلاقتها عام 1996, وتنفذ في اطار اتفاق للتعاون الدفاعي الذي وقعه البلدان عام 1992.

## هدف المناورات
- تدريب ومساعدة الكويت للدفاع ضد الأخطار الخارجية في حال النداء والطلب من فرنسا.
- رفع قدرة الاستجابة عند الجيوش المشاركة إذا ما واجهت أزمة أو تعديات على أراضيها في المستقبل.
- تطوير قدرات قوات الطرفين، وتوسيع آفاق التعاون بين البلدين.[3]

## المناورات المنفذة

### لؤلؤة الغرب 2000
أقيمت فعاليت المناورة في الفترة من 14 إلى 21 فبراير 2000 بالكويت بمشاركة 1500 جندى فرنسي من القوات البرية والبحرية والجوية. وشارك في المناورة طائرات حربية من نوع «ميراج 2000»، وطائرات هليكوبتر من طرازي «بوما» و«ألويت»، وكتيبة مشاة وكتيبة مدرعات وسرية «هاون»، وسبع فرقاطات وسفن تموين للأسطول الفرنسي وطائرات إمداد جوي بالوقود.
وارتكز سيناريو المناورة على افتراض وجود أزمة أدت إلى توجيه الكويت نداء إلى فرنسا، واستجابته بنشر قوات تدخل لمساعدة القوات الكويتية في الدفاع عن سلامة أراضيها وسيادتها.

### لؤلؤة الغرب 2004
أقيمت فعاليت المناورة في الفترة من 7 إلى 23 فبراير 2004 بالكويت بمشاركة 1200 جندى فرنسي تحت قيادة رئاسة الأركان الكويتية/ الفرنسية المشتركة، تدعمهم ثلاث سفن حربية وأربع طائرات حربية من طراز «ميراج 2000» ومروحيات من فئة «بوما» و«غازيل» إضافة إلى مدرعات حربية.

### لؤلؤة الغرب 2009
أقيمت فعاليت المناورة في 15 إبريل 2009 في منطقة الاديرع بالكويت بمشاركة 2500 جندي كويتي وفرنسي.
وترأس الجانب الكويتي في المناورة رئيس الأركان العامة للجيش الفريق الركن طيار / فهد أحمد الأمير فيما ترأس الجانب الفرنسي رئيس أركان الجيوش الفرنسية / الجنرال جون وي جورجولا.
وشملت المناورة ضرب أهداف معادية تحاول التسلل داخل الحدود البرية للكويت، ومناورة بالذخيرة الحية قامت بتنفيذها مجموعة تكتيكية فرنسية كويتية على أرض الميدان وهي متابعة للعملية الجوية التي قامت بها العناصر الجوية الكويتية الفرنسية.
وشارك الجانبان بمعدات مكونة من أربع طائرات (إف 18) كويتية وطائرتي ميراج 2000 سي تابعة للقوات الفرنسية، أما في ما يخص المكونات الأرضية فكانت هناك مجموعات مختلفة من الجيوش مكونة مجموعة استطلاع ومجموعتان متسلحتان بالمدرعات الثقيلة إحداهما تستخدم لشن الهجوم المعاكس على الجيوش المعادية.
وتدعمت العناصر البرية المشاركة بهذه المناورة العسكرية بمجموعتين من المدفعية وعدد من عناصر من طائرات الأباتشي المروحية التي تحمل عناصر من القوات المسلحة الكويتية والقوات المسلحة الفرنسية بالإضافة إلى مجموعات متخصصة في مجالات الطب.